# ジョン・アダムス・マクブライド
ジョン・アダムス・マクブライド（John Adams McBride、1843年1月18日 - 1889年10月23日）は、明治時代にお雇い外国人として来日したイギリスの獣医学者である。

## 経歴・人物
スコットランドの生まれ。エディンバラの獣医学大学卒業後、1876年（明治9年）日本政府の招きにより来日した。東京駒場農学校（現在の東京大学）で獣医学の教鞭を執り、日本で初めて獣医学における外国人教師となった。
1879年（明治12年）任期満了となり、離日しオーストラリアのメルボルンに移住した。移住後も同地で獣医学の教鞭を執った。10年後の1889年に同地で死去した。

## 著書
- 『Anatomical Outlines of the House』- 来日前の1867年に刊行。現在は名古屋大学及び東京農工大学の農学部が所蔵している。